# بروكار دمشقي

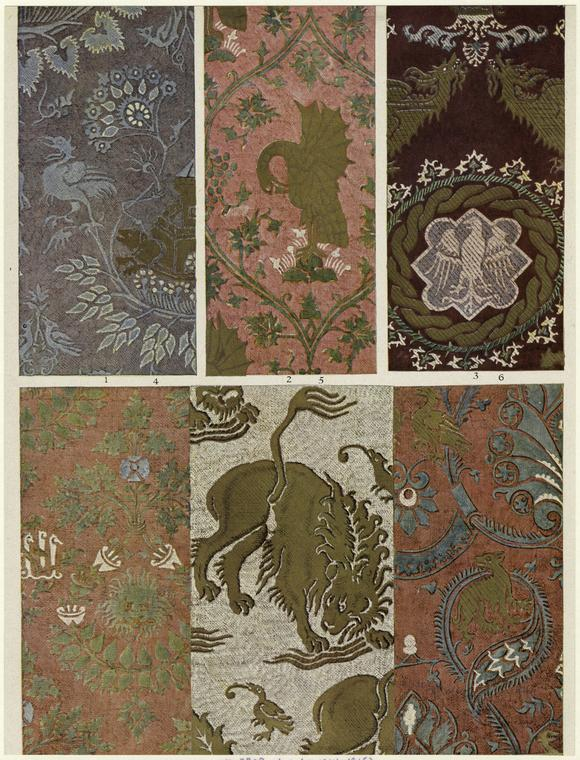
بروكار من الحرير 1300.

يعتبر المُدَمْشَق أو قماش البروكار الدمشقي أو الدَّمَقس أشهر وأفخر أنواع الأقمشة والمنسوجات في العالم. ويصنع القماش من خيوط الذهب والفضة والحرير الطبيعي. وتنفرد به مدينة دمشق في سورية منذ القدم وله حرفييه وصُنَّاعه المتخصصين والمشهورين. ويقترن البروكار عالميا باسم «دمشق» (damask).

## البروكار حالياً
ما تزال صناعة البروكار قائمة ومزدهرة في دمشق. كان يطلب هذا القماش من قبل الملوك والملكات والحكام والمشاهير، وقد صنع ثوب زفاف الملكة إليزابيث الثانية (ملكة بريطانيا) من قماش البروكار الدمشقي الشهير.

## تاريخ البروكار الدمشقي
صناعة البروكار قديمة، اشتهرت بها دمشق منذ ثلاثة قرون. وقد أتت على هذه الصناعة فترات انقرضت فيها لعدم توفر المواد الأولية، أو لعدم توفر اليد العاملة الخبيرة بسبب الحروب والأزمات التي كانت تلم بهذه البلاد، فتأخذ عمالها للحرب فتموت أسواقها، وبالتالي يضن الوالد بولده فلا يعلمه صناعة لا تسد عليه رمق حياته. وقد جددت هذه الصناعة منذ حوالي عام 1935.

## أنواع البروكار
للبروكار أنواع تختلف باختلاف العناصر المستعملة مع الحرير، فمنها ما هو عادي إلا أنه ملون. وتختلف الألوان حسب الأذواق وبالتالي حسب الطلب، وهذا الطلب يختلف من دولة لأخرى لأن لكل أهل دولة لوناً محبباً إليهم؛ فمثلاً، الألمان يحبون الأزرق البروسي، والسويديون يحبون الزهر الفاتح (الكريم)، والأمريكان يفضلون الألوان الرمادية.
ومن البروكار ماهو مقصّب بخيوط ذهبية أو فضية. ودور هذه الخيوط في النسيج ينحصر في الرسوم والأشكال التزينية. تشكل الألوان المختلفة رسوماً عديدة منها بعض الصور الآدمية، والراقصات، ومنها نباتي أو حيواني، كالفيل والغزلان والطيور. ويكون هذا النوع مختلط المواضيع حيث لا نستطيع تمييز الموضوع إلا بجهد. ومنها ما هو مبسط المواضيع فيه نقوش عامة والموضوع الرئيسي واضح.

## الرسم البروكاري
أما كيفية تنفيذ الرسم على البروكار فعملية معقدة ترتكز على أعمال دقيقة، فيرسم الشكل أو الطير أو العرق على ورق ميليمتري على أن لا يتجاوز عرضه 5 سم في حالة نسجه على نول الـ400 سنارة حيث يتكرر الشكل كل 5 سم، أو أن يكون عرض هذا الشكل كل 20 سم. ويطبقون هذا الرسم على ألواح كرتونية تكون على أعلى النول، وهذا ما يسمى الجاكار، وهي متحركة بصورة أن حركتها مرتبطة بسنانير، والمهم هو معرفة عدد الثقوب التي تشغل السنتمتر مربع، فعندما يدار النول النسيج فإن المكوك الخاص بالخيوط العادية يمر كالمعتاد بين الطيقان على اختلاف أنواعها. أما المكوك الخاص بالخيوط الذهبية فإن مروره يرفع سنارات لعدد الثقوب، وهكذا حتى يتم الشكل ثم يتكرر العمل كلما تكرر الشكل. وقد كانوا يرسمون هذه الرسوم بسنارات خاصة يغلونها بوسائل يدوية.